# Campionati mondiali di nuoto in vasca corta 2022 - 50 metri rana maschili
La gara dei 50 metri rana maschili dei campionati mondiali di nuoto in vasca corta 2022 si è svolta il 17 e 18 dicembre 2022. Al mattino del 17 dicembre si sono svolte le batterie, nel pomeriggio lo swim-off e nella serata le semifinali, mentre nella serata del 18 dicembre si è svolta la finale.

## Podio
| Pos.    | Atleta             | Nazione     |
| ------- | ------------------ | ----------- |
| Oro     | Nic Fink           | Stati Uniti |
| Argento | Nicolò Martinenghi | Italia      |
| Bronzo  | Simone Cerasuolo   | Italia      |

## Record
Prima della manifestazione il record del mondo (RM) e il record dei campionati (RC) erano i seguenti.
|  | 24"95 | Hüseyin Emre Sakçı    | 27 dicembre 2021 Gaziantep |
|  | 25"41 | Cameron van der Burgh | 16 dicembre 2018 Hangzhou  |

Durante la competizione è stato migliorato il seguente record:
|  | 25"38 | Nic Fink |

## Risultati

### Batterie
| Pos. | Batteria | Corsia | Atleta                 | Nazionalità             | Tempo        | Note |
| ---- | -------- | ------ | ---------------------- | ----------------------- | ------------ | ---- |
| 1    | 9        | 4      | Nicolò Martinenghi     | Italia                  | 25"71        | Q    |
| 2    | 8        | 1      | Adam Peaty             | Gran Bretagna           | 26"01        | Q    |
| 3    | 7        | 6      | Yan Zibei              | Cina                    | 26"06        | Q    |
| 4    | 7        | 4      | Nic Fink               | Stati Uniti             | 26"07        | Q    |
| 5    | 7        | 3      | Qin Haiyang            | Cina                    | 26"13        | Q    |
| 6    | 7        | 5      | Yuya Hinomoto          | Giappone                | 26"15        | Q    |
| 7    | 9        | 5      | Simone Cerasuolo       | Italia                  | 26"16        | Q    |
| 8    | 7        | 2      | Michael Andrew         | Stati Uniti             | 26"17        | Q    |
| 9    | 8        | 4      | Hüseyin Emre Sakçı     | Turchia                 | 26"26        | Q    |
| 10   | 9        | 3      | Peter John Stevens     | Slovenia                | 26"31        | Q    |
| 11   | 7        | 7      | Grayson Bell           | Australia               | 26"37        | Q    |
| 11   | 9        | 8      | Carl Aitkaci           | Francia                 | 26"37        | Q    |
| 13   | 8        | 2      | Sam Williamson         | Australia               | 26"42        | Q    |
| 14   | 8        | 8      | Chao Man Hou           | Macao                   | 26"46        | Q    |
| 15   | 5        | 7      | Mikel Schreuders       | Aruba                   | 26"47        | Q    |
| 16   | 8        | 6      | Masaki Niiyama         | Giappone                | 26"51        | QSO  |
| 16   | 9        | 7      | Olli Kokko             | Finlandia               | 26"51        | QSO  |
| 18   | 8        | 3      | Bernhard Reitshammer   | Austria                 | 26"64        |      |
| 19   | 4        | 7      | Wu Chun-feng           | Taipei cinese           | 26"67        |      |
| 19   | 9        | 1      | Lucas Matzerath        | Germania                | 26"67        |      |
| 21   | 7        | 8      | Denis Petrashov        | Kirghizistan            | 26"71        |      |
| 22   | 9        | 2      | Andrius Šidlauskas     | Lituania                | 26"80        |      |
| 23   | 9        | 6      | Caspar Corbeau         | Paesi Bassi             | 26"83        |      |
| 24   | 7        | 1      | Renato Prono           | Paraguay                | 26"92        |      |
| 25   | 6        | 7      | Josh Gilbert           | Nuova Zelanda           | 26"95        |      |
| 26   | 5        | 5      | Volodymyr Lisovets     | Ucraina                 | 27"04        |      |
| 27   | 8        | 7      | Christoffer Haarsaker  | Norvegia                | 27"05        |      |
| 28   | 4        | 6      | Maximillian Ang        | Singapore               | 27"09        |      |
| 29   | 5        | 4      | Ádám Halás             | Slovacchia              | 27"12        |      |
| 30   | 6        | 2      | Jadon Wuilliez         | Antille Olandesi        | 27"16        |      |
| 30   | 6        | 6      | Matěj Zábojník         | Rep. Ceca               | 27"16        |      |
| 32   | 6        | 5      | Josué Domínguez        | Rep. Dominicana         | 27"18        |      |
| 33   | 6        | 8      | James Dergousoff       | Canada                  | 27"19        |      |
| 34   | 6        | 4      | Youssef El-Kamash      | Egitto                  | 27"28        |      |
| 35   | 4        | 4      | Ronan Wantenaar        | Namibia                 | 27"45        |      |
| 36   | 5        | 2      | Constantin Malachi     | Moldavia                | 27"63        |      |
| 37   | 4        | 1      | Rashed Al-Tarmoom      | Kuwait                  | 27"66        |      |
| 38   | 5        | 8      | Simon Haddon           | Sudafrica               | 27"67        |      |
| 39   | 5        | 3      | Julio Horrego          | Honduras                | 27"71        |      |
| 40   | 4        | 2      | Adriel Sanes           | Isole Vergini Americane | 27"76        |      |
| 41   | 4        | 3      | Adrian Robinson        | Botswana                | 27"79        |      |
| 41   | 4        | 5      | Martin Melconian       | Uruguay                 | 27"79        |      |
| 43   | 5        | 6      | Ng Yan Kin             | Hong Kong               | 27"92        |      |
| 44   | 3        | 4      | Alexandre Grand'Pierre | Haiti                   | 27"99        |      |
| 45   | 3        | 6      | Tasi Limtiaco          | Micronesia              | 28"26        |      |
| 46   | 4        | 8      | Abobakr Abass          | Sudan                   | 28"44        |      |
| 47   | 3        | 5      | Jonathan Raharvel      | Madagascar              | 28"55        |      |
| 48   | 1        | 5      | Sébastien Kouma        | Mali                    | 28"73        |      |
| 49   | 3        | 1      | Epeli Rabua            | Figi                    | 28"84        |      |
| 50   | 3        | 7      | Jesús Cabrera          | Bolivia                 | 29"25        |      |
| 51   | 1        | 4      | Myagmaryn Delgerkhüü   | Mongolia                | 29"85        |      |
| 52   | 2        | 4      | Omar Al-Hammadi        | Emirati Arabi Uniti     | 29"96        |      |
| 53   | 3        | 8      | Hilal Hilal            | Tanzania                | 30"23        |      |
| 54   | 2        | 3      | Bikash Kumal           | Nepal                   | 31"11        |      |
| 55   | 2        | 6      | Nathaniel Noka         | Papua Nuova Guinea      | 31"62        |      |
| 56   | 2        | 7      | Cameron Jele           | eSwatini                | 34"95        |      |
| DSQ  | 2        | 5      | Marc Dansou            | Benin                   | Squalificato |      |
| DSQ  | 3        | 2      | Muhammad Isa Ahmad     | Brunei                  | Squalificato |      |
| DSQ  | 5        | 1      | Tonislav Sabev         | Bulgaria                | Squalificato |      |
| DSQ  | 6        | 1      | Jorge Murillo          | Colombia                | Squalificato |      |
| DSQ  | 8        | 5      | João Gomes Júnior      | Brasile                 | Squalificato |      |
| DNS  | 1        | 3      | Yann Douma             | Rep. del Congo          | Non partito  |      |
| DNS  | 2        | 2      | Sheku Kamara           | Sierra Leone            | Non partito  |      |
| DNS  | 3        | 3      | Matthew Lawrence       | Mozambico               | Non partito  |      |
| DNS  | 6        | 3      | Anton McKee            | Islanda                 | Non partito  |      |

### Swim-off
| Pos. | Corsia | Atleta         | Nazionalità | Tempo | Note |
| ---- | ------ | -------------- | ----------- | ----- | ---- |
| 1    | 5      | Olli Kokko     | Finlandia   | 26"24 | Q    |
| 2    | 4      | Masaki Niiyama | Giappone    | 26"50 |      |

### Semifinali
| Pos. | Batteria | Corsia | Atleta             | Nazionalità   | Tempo | Note |
| ---- | -------- | ------ | ------------------ | ------------- | ----- | ---- |
| 1    | 2        | 4      | Nicolò Martinenghi | Italia        | 25"60 | Q    |
| 2    | 1        | 5      | Nic Fink           | Stati Uniti   | 25"64 | Q    |
| 3    | 2        | 6      | Simone Cerasuolo   | Italia        | 25"66 | Q    |
| 4    | 2        | 5      | Yan Zibei          | Cina          | 25"80 | Q    |
| 5    | 1        | 6      | Michael Andrew     | Stati Uniti   | 25"81 | Q    |
| 5    | 2        | 3      | Qin Haiyang        | Cina          | 25"81 | Q    |
| 7    | 1        | 4      | Adam Peaty         | Gran Bretagna | 25"85 | Q    |
| 8    | 2        | 2      | Hüseyin Emre Sakçı | Turchia       | 26"04 | Q    |
| 9    | 1        | 3      | Yuya Hinomoto      | Giappone      | 26"13 |      |
| 10   | 2        | 7      | Grayson Bell       | Australia     | 26"24 | =    |
| 11   | 1        | 8      | Olli Kokko         | Finlandia     | 26"25 |      |
| 11   | 2        | 1      | Sam Williamson     | Australia     | 26"25 |      |
| 13   | 1        | 2      | Peter John Stevens | Slovenia      | 26"33 |      |
| 14   | 1        | 7      | Carl Aitkaci       | Francia       | 26"41 |      |
| 15   | 2        | 8      | Mikel Schreuders   | Aruba         | 26"66 |      |
| 16   | 1        | 1      | Chao Man Hou       | Macao         | 26"77 |      |

### Finale
| Pos. | Corsia | Atleta             | Nazionalità   | Tempo | Note |
| ---- | ------ | ------------------ | ------------- | ----- | ---- |
|      | 5      | Nic Fink           | Stati Uniti   | 25"38 |      |
|      | 4      | Nicolò Martinenghi | Italia        | 25"42 |      |
|      | 3      | Simone Cerasuolo   | Italia        | 25"68 |      |
| 4    | 7      | Qin Haiyang        | Cina          | 25"82 |      |
| 5    | 2      | Michael Andrew     | Stati Uniti   | 25"92 |      |
| 6    | 1      | Adam Peaty         | Gran Bretagna | 25"99 |      |
| 7    | 6      | Yan Zibei          | Cina          | 26"06 |      |
| 8    | 8      | Hüseyin Emre Sakçı | Turchia       | 26"09 |      |